# Роберто М'єрес
Роберто Каземіро М'єрес (ісп. Roberto Casimiro Mieres), (нар. 3 грудня 1924, Мар-дель-Плата, Аргентина — пом. 26 січня 2012, Пунта-дель-Есте, Уругвай) — аргентинський автогонщик, пілот Формули-1 (1953—1955). Він взяв участь у 17 Гран-прі чемпіонату світу Формули-1, дебютувавши 7 червня 1953 року. Загалом набрав 13 очок у чемпіонаті.